# 요한 (작센)

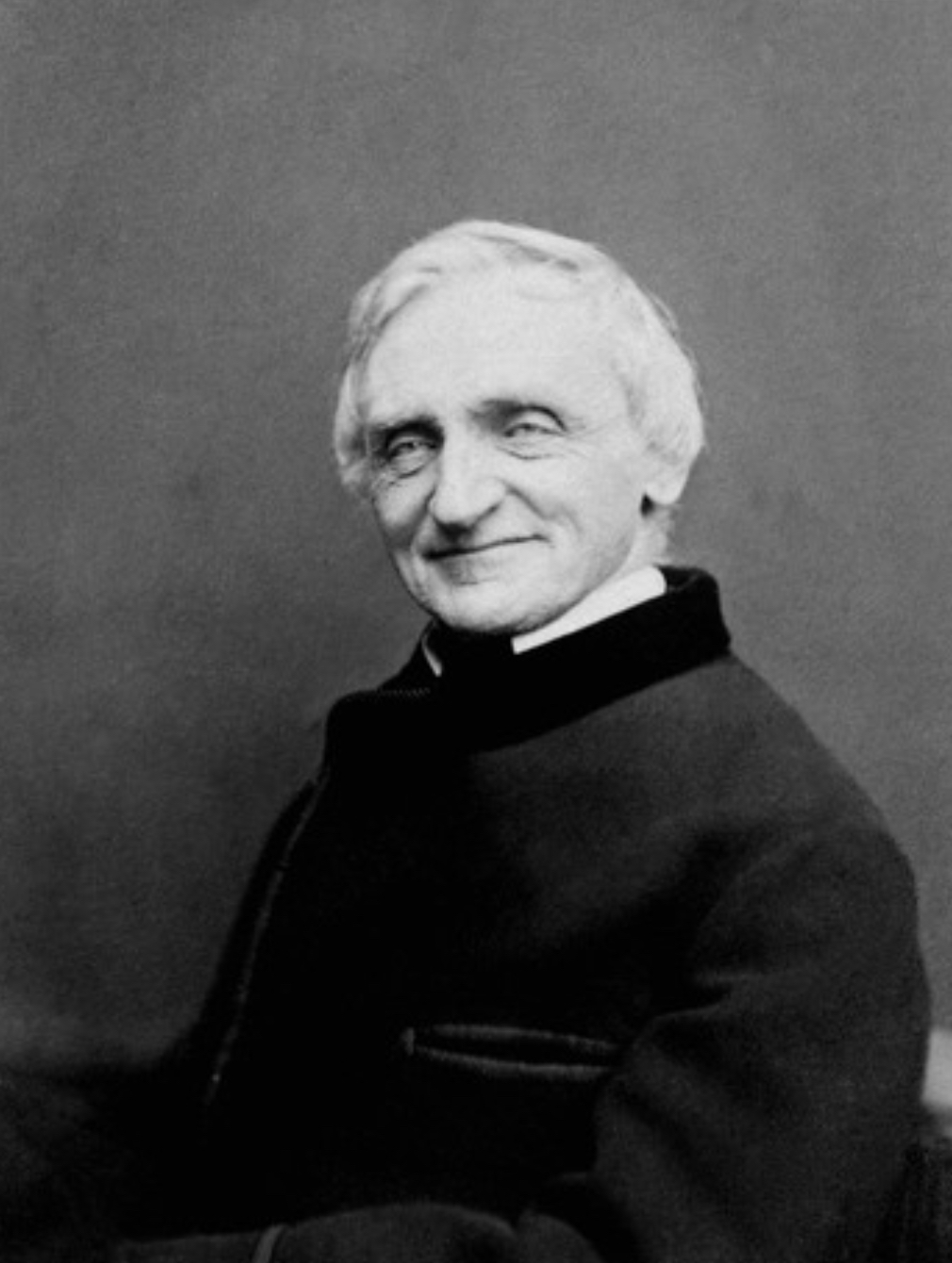
요한

요한(독일어: Johann)은 작센 왕국의 왕이다. 그는 막시밀리안 폰 작센 왕세제(프리드리히 크리스티안 폰 작센 선제후의 막내아들)의 셋째 아들로 그의 첫 번째 부인인 카롤리나 디 보르보네파르마 공녀에 의해 태어났다.